# 华南龙胆
华南龙胆（学名：Gentiana loureirii），別名地丁，为龙胆科龙胆属的植物。分布于越南、台湾以及中国大陆的广西、广东、福建、江西、浙江、湖南等地，生长于海拔300米至2,300米的地区，多生在山坡路旁、荒山坡或林下，目前尚未由人工引种栽培。